# 居澤爾尤爾特區

居澤爾尤爾特區所在位置

居澤爾尤爾特區（土耳其語：Güzelyurt İlçesi）是北塞浦路斯土耳其共和國的6個地區之一。莫爾富區總面積219平方公里，2021年人口共25,500人，下轄1個次區（Bucağı），即首府居澤爾尤爾特，區長為泰夫菲克·迪倫奇（Tevfik Direnç）。